# 瓦西里·里亚斯诺伊
瓦西里·斯捷潘诺维奇·里亚斯诺（俄语：Василий Степанович Рясной，1904年3月20日—1995年12月12日）苏联中将，是苏联国家安全部和内务人民委员部的领导人。曾任乌克兰苏维埃社会主义共和国内务人民委员部部长。1956年，他被撤销职务，去负责运河建设和公路建设。1988年，退休。